# Poona (Schiff)
Die Poona war ein Stückgutfrachter der dänischen Reederei A/S Det Østasiatiska Kompagni.

## Beschreibung
Das Schiff verfügte über fünf Laderäume, drei vor den Decksaufbauten und zwei dahinter. Zwischen den Ladeluken befanden sich jeweils Ladebäume für den Ladungsumschlag.
Der Antrieb erfolgte durch einen Siebenzylinder-Dieselmotor des Herstellers MAN (Typ: K7Z78/140A) mit 6450 PS Leistung. Der Motor wirkte auf einen Propeller. Das Schiff erreichte eine Geschwindigkeit von 15 kn.

## Geschichte
Das Schiff wurde 1952 unter der Baunummer 644 auf der Deutsche Werft AG in Hamburg gebaut. Der Stapellauf des Schiffes fand am 13. September 1952 statt. Im November des Jahres wurde es an die Reederei abgeliefert.

### Brand in Göteborg
Am 15. Juli 1971 befand sich das Schiff zum Laden von drei Stahlkonstruktionen in Göteborg. Im Laderaum befanden sich 36 t Natriumchlorat in Fässern (je 100 kg) und 600 t Rapsöl in Fässern (je 200 l). Die Stahlkonstruktionen wurden zwischen die auf Paletten gestauten Fässer geladen. Bei der Verladung wurde jeweils ein Fass mit Natriumchlorat und Rapsöl beschädigt, so dass Teile des Inhalts ausliefen und sich im Laderaum vermischten. Als zum Ende der Beladung eine der Stahlkonstruktionen auf der Tankdecke rutschte, kam es zu Funkenbildung, die das Gemisch aus Natriumchlorat und Rapsöl entzündete. Binnen weniger Minuten schlugen die Flammen aus der Luke des Schiffs und es kam zu drei Explosionen, die so heftig waren, dass die Lukendeckel teilweise mehrere hundert Meter auf die Kaje geschleudert wurden.
Bei dem Unglück kamen mehrere Menschen ums Leben bzw. wurden verletzt. Unterschiedliche Quellen berichten von verschiedenen Opferzahlen. Demnach kamen drei Menschen ums Leben und sechs wurden verletzt. An anderer Stelle ist von vier Opfern, einem Seemann und drei Hafenarbeitern die Rede. Eine weitere Quelle gibt zwei Todesopfer und mehrere Verletzte an.
Das Feuer wurde über vier Tage von der Land- und Wasserseite aus bekämpft. Erst nach zehn Tagen war es vollständig gelöscht. Das Schiff wurde bei dem Brand schwer beschädigt. Am 3. September 1971 wurde es an Sten A. Olsson in Göteborg zum Abbruch verkauft.
Während der Auslöser des Feuers die Beschädigung der Fässer in einer der Ladeluken und die Funkenbildung durch eine der zu ladenden Stahlkonstruktionen war, konnte das Feuer nur deshalb solche Ausmaße annehmen, weil Natriumchlorat als Oxidationsmittel und Rapsöl als leicht entflammbares Öl zusammen in einem Laderaum geladen worden waren.